# فردریک انینشا
فردریک انینشا (انگلیسی: Frederick Onyancha؛ زادهٔ ۲۵ دسامبر ۱۹۶۹) دونده دو نیمه‌استقامت، و ورزشکار دو و میدانی اهل کنیا است.